# Luther Blissett (Fußballspieler)
Luther Loide Blissett (* 1. Februar 1958 in Falmouth, Jamaika) ist ein ehemaliger englischer Fußballspieler jamaikanischer Abstammung. Er spielte in den späten 1970er- und in den 1980er-Jahren unter anderem für den FC Watford sowie den AC Mailand und bestritt 14 Länderspiele für die englische Fußballnationalmannschaft. Nach ihm benannte sich später die italienische anarchistische Künstlergruppe Luther Blissett.

## Werdegang

### Schneller Aufstieg mit Watford
Zwischen 1975 und 1983 erzielte Blissett für den FC Watford bei dessen schnellem Aufstieg von einer unteren Spielklasse bis in die englische First Division (der damals höchsten Spielklasse) in 246 Spielen 95 Tore. Seine beste Saison war dabei die Saison 1982/83, in der er  27 Tore schoss und Watford hinter dem FC Liverpool als Aufsteiger englischer Vizemeister wurde. Daraufhin wechselte Blissett für 1 Mio. £ zum AC Mailand.
Im Oktober 1983 debütierte er als einer der ersten schwarzen Spieler für die englische Nationalmannschaft. Beim 2:1 gegen die Bundesrepublik Deutschland wurde er in der zweiten Hälfte eingewechselt. Bei seinem zweiten Länderspiel erzielte er einen Hattrick, das Spiel gegen Luxemburg endete 9:0.

### Wenig Glück in Italien und Rückkehr nach England
Bei seinem neuen Verein AC Mailand hatte er jedoch weniger Glück und erzielte dort in 30 Ligaspielen nur 5 Tore, zu wenig für die Anforderungen des italienischen Spitzenteams. Nach nur einer Saison wechselte er für 550.000 £ zurück zum FC Watford, wo er bis 1988 spielte. In der englischen Nationalmannschaft spielte er bis zum Juni 1984 insgesamt 14 mal, erzielte aber neben seinem Hattrick gegen Luxemburg keine weiteren Tore mehr.

### Späte Jahre und Karriereende
Im November 1988 wechselte Blissett zum Zweitligisten AFC Bournemouth, wo er unter Trainer Harry Redknapp in 121 Ligaspielen 56 Tore erzielte. Nach Bournemouths Abstieg 1991 wechselte er erneut für eine Saison zum FC Watford, der nun ebenfalls nur noch zweitklassig war. Luther Blissett erzielte in dieser Saison in 42 Spielen 10 Tore und ist mit insgesamt 415 Ligaspielen und 148 -toren Watfords Rekordspieler und -torschütze.
Im Rahmen der Kandidatur der Football Association für die Austragung der Weltmeisterschaft 2018 ernannte der Verband ihn neben unter anderem Michael Ballack, David Beckham, Tony Woodcock und Gianfranco Zola zu einem der Botschafter für die Bewerbung.

## Berühmtheit als Pseudonym
Nach Blissett benannte sich die von 1994 bis 1999 aktive Künstlergruppe Luther Blissett. Blissetts Name wurde in der Folge zu einem vielmals in anarchistischen und situationistischen Kreisen in Europa und Nordamerika verwendeten Pseudonym – jedoch ohne dessen direktes Mitwirken.
Laut einem Bericht der BBC ist Luther Blissett durchaus über die Aktivitäten unter seinem Namen informiert, will jedoch nicht selbst als politische Symbolfigur dienen. Er sagte dazu: „Diese Leute machen alles mögliche unter meinem Namen, und ich bekomme den Ruhm oder den Ärger dafür.“ Luther Blissett vermutet, dass sein Name ausgewählt wurde, weil er als einer der ersten schwarzen Spieler in der Serie A spielte und in dieser Zeit auch vereinzelt Beschimpfungen von rechtsradikalen Fans ausgesetzt war.